# NGC 4247
NGC 4247 (другие обозначения — MCG 1-31-42, ZWG 41.71, VCC 265, NPM1G +07.0288, IRAS12153+0733, PGC 39480) — пекулярная спиральная галактика с перемычкой (морфологический тип по Вокулёру SBab/P) в созвездии Девы. Открыта Джорджем Сирлом в 1868 году.
Этот объект входит в число перечисленных в оригинальной редакции «Нового общего каталога».
Ранее считалась составляющей физически связанный триплет с галактиками NGC 4235 и NGC 4246, однако измерения лучевых скоростей показали, что расстояние до NGC 4235 в действительности велико. В то же время связь с NGC 4246 считается доказанной; эти галактики, находящиеся на угловом расстоянии 5,3′ друг от друга, образуют физическую пару. Каталог галактик скопления Девы VCC, изданный в 1985 году, включает в себя NGC 4247 (под номером 265), однако современный каталог SIMBAD указывает нулевую вероятность вхождения галактики в это скопление. Атипичность галактики проявляется в смещении ядра от её видимого центра. Кроме того, галактика обладает полярным кольцом; считается, что галактики этого редкого типа вызвали относительно недавнее приливное разрушение малой галактики-спутника, находившейся на полярной орбите.